# Sunday Morning (Маруун Файв)
Sunday Morning е четвъртият сингъл на Maroon 5 от дебютния им албум Songs About Jane. Издаден през 2004, сингълът достига до #31 в САЩ и се превръща в четвъртия сингъл на групата в Топ 40; песента също така достига до номер 27 във Великобритания и #7 в Латинска Америка, ставайки третият последователен сингъл на групата в Топ 10.

## Списък с песните
1. Sunday Morning
2. "Shiver (На живо от Hard Rock Live)"
3. "Through With You (На живо от Hard Rock Live)"